# Meridian (hrabstwo Stephens)
Meridian – jednostka osadnicza w Stanach Zjednoczonych, w stanie Oklahoma, w hrabstwie Stephens.